# 太平山県立自然公園 (秋田県)

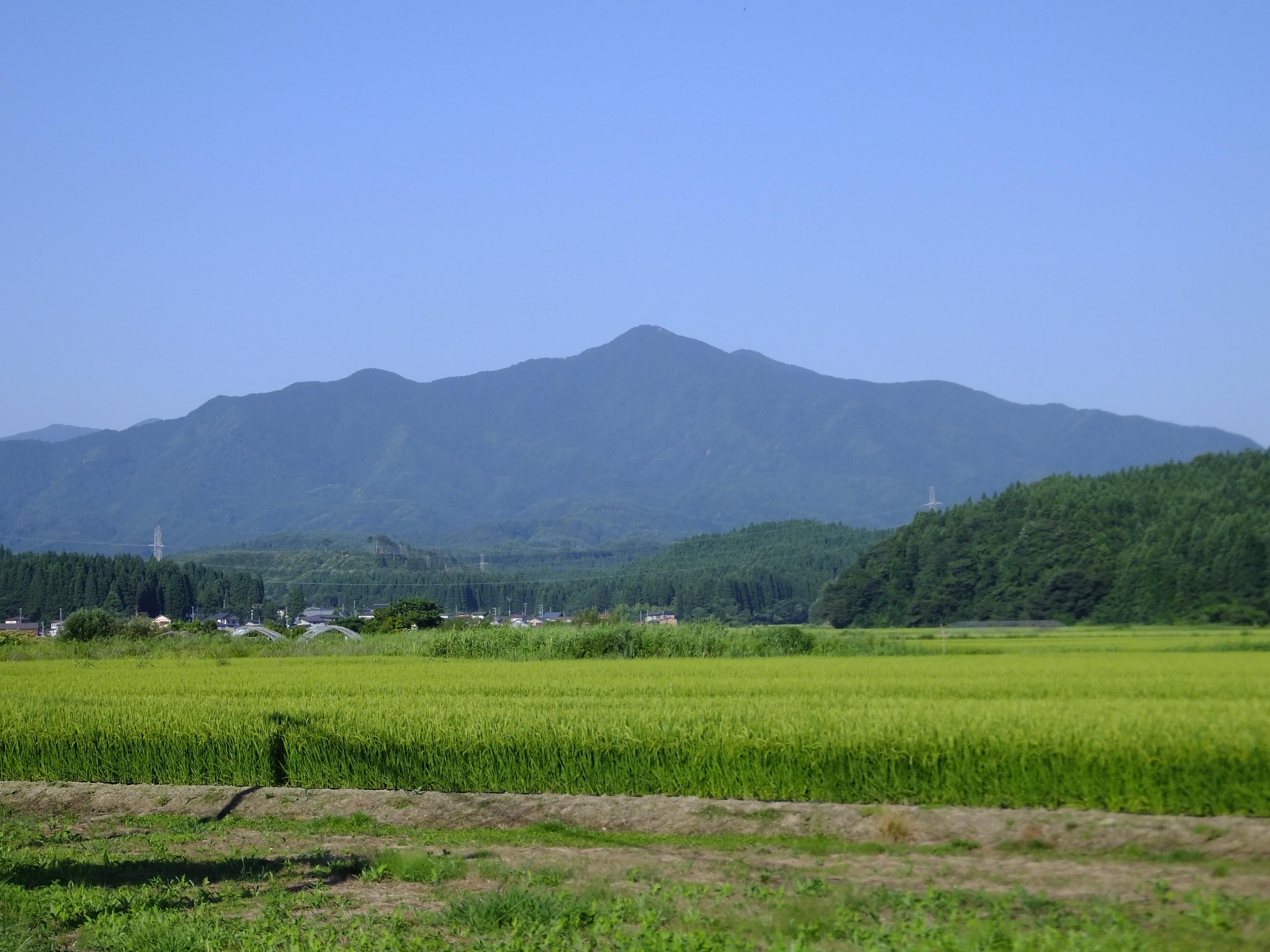
太平山

太平山県立自然公園（たいへいざんけんりつしぜんこうえん）は、秋田県のほぼ中央部に位置する県立自然公園。1972年（昭和47年）7月15日指定。

## 概要
秋田市、北秋田郡上小阿仁村、南秋田郡五城目町の3市町村にまたがった区域にある。
標高1,171mの太平山を中心として広がる太平山地は、秋田県のほぼ中央部に位置する。主峰である太平山は古くから信仰の山とされており、頂上には太平山三吉神社の奥宮がある。
周囲には旭岳、笹森、馬場目岳、御衣岳、中岳などの標高1,000m級の山々が広がる。秋田市内へ流れる旭川、太平川、岩見川、五城目町へ流れる馬場目川、阿仁川の支流である小阿仁川などはこれらの山々を水源としており、いくつもの渓谷を作っている。
また、三内渓谷は秋田市河辺に、萩形渓谷は上小阿仁村沖田面にそれぞれ位置し、細長い渓谷を形成している。
なお、公園内で最も標高が高い山は、白子森（標高1,179m）である。

## 地理

### 主な山
- 太平山
- 白子森
- 旭岳
- 笹森
- 馬場目岳

### 主な川・谷
- 三内渓谷
- 萩形渓谷
- 旭川
- 岩見川
- 馬場目川
- 小阿仁川

### 主な湖
- 萩形ダム

## 関連市町村
- 秋田市
- 北秋田郡上小阿仁村
- 南秋田郡五城目町